# Марш, Линда
Ли́нда Марш (англ. Linda Marsh), урождённая — Кракова́нер (англ. Cracovaner; 8 февраля 1939, Нью-Йорк, Нью-Йорк, США) — американская актриса

, кино- и телепродюсер, сценаристка. Номинантка на премию «Золотой глобус» (1964) в номинации «Лучшая женская роль второго плана» за роль Томны Синикоглу в фильме «Америка, Америка» (1963).

## Биография и карьера
Линда Марш, урождённая Кракованер, родилась 8 февраля 1939 года в Нью-Йорке (штат Нью-Йорк, США) в семье доктора Артура Джея Кракованера (1902—1985) и актрисы Офф-Бродвея и продюсера, бывшей девушки Зигфелда Лизки Кракованер (17.02.1906—30.05.2003), также известной под фамилией Марч. Она выбрала «Марш» в качестве своей сценической фамилии, потому что в союзе актёров уже была Линда Марч. Марш училась в частной школе в Нью-Йорке и Беннингтонском колледже, из которого она ушла после двух лет учёбы ради карьеры в кино.
В 1962—1979 годы Марш сыграла в 52-х фильмах и телесериалах. В 1964 году она была номинирована «Золотой глобус» в номинации «Лучшая женская роль второго плана» за роль Томны Синикоглу в фильме «Америка, Америка» (1963). Также играла в театрах, была сценаристом и продюсеров различных фильмов и телесериалов до полного завершения карьеры в 1987 году.
В 1966—1970 годы Марш была замужем за актёром Ричардом Синатрой (1935—1979), двоюродным братом Фрэнка Синатры.

## Избранная фильмография
| Год       |   | Русское название    | Оригинальное название        | Роль                                                  |
| --------- | - | ------------------- | ---------------------------- | ----------------------------------------------------- |
| 1962      | с | Защитники           | The Defenders                | Карла Марч                                            |
| 1963      | ф | Америка, Америка    | America, America             | Томна Синикоглу                                       |
| 1965      | с | Перри Мейсон        | Perry Mason                  | Элизабет Басио                                        |
| 1965      | с | Дни в Долине смерти | Death Valley Days            | Сьюзаг Магоффин                                       |
| 1968      | с | Бонанза             | Bonanza                      | Харриет Болл                                          |
| 1969      | с | Большая долина      | The Big Valley               | Нора                                                  |
| 1969      | ф | Че!                 | Che!                         | Таня                                                  |
| 1969—1972 | с | Доктор Маркус Уэлби | Marcus Welby, M.D.           | Зои Юджинайдс / Нэнси Дарроу                          |
| 1969—1979 | с | Гавайи 5-0          | Hawaii Five-O                | Мариана де Нава / Мария Слоун / Джоан Картер          |
| 1970—1971 | с | ФБР                 | The F.B.I.                   | Пегги Брин / Элейн Толболт                            |
| 1972      | с | Дымок из ствола     | Gunsmoke                     | Люсеро / Лидия Уолден                                 |
| 1972—1977 | с | Улицы Сан-Франциско | The Streets of San Francisco | Джоан Форрест / Дженетти / Мирна Шиллинг / Джули Харт |
| 1976      | с | Спецназ             | S.W.A.T.                     | Джулия Эбботт                                         |
| 1977      | с | Уолтоны             | The Waltons                  | Ферн Локвуд                                           |